# Knut Veliki
Knut Veliki (staronordijsko Knútr inn ríki, okoli 994/995–12. november 1035) je bil kralj Anglije (1014–1035), Danske (1016–1035), Norveške (1028–1035) in guverner Schleswiga in Pomeranije.

## Z očetom sodeluje pri vdoru v Anglijo in pri njenem osvajanju
Knutov oče je bil danski kralj Sven Vilobradi, mati pa hči poljskega kneza Mješka I. Imel je manj kot 20 let, ko je spremljal svojega očeta pri vdoru v Anglijo leta 1013. Medtem ko je kralj Sven I. osvajal in osvojil Anglijo, je Knut Veliki poveljeval preostanku vojske v Gainsboroughu.

## Po izdaji se vrne na Dansko
Po smrti kralja Svena I. februarja leta 1014 je danska vojska razglasila Knuta Velikega za kralja. Vendar se plemiška skupščina s tem ni strinjala in namesto njega so glasovali za poraženega kralja Ethelreda II., ki je bil takrat v Normandiji. Ethelred II. je zbral vojsko, ki je prisilila Knuta Velikega, da odjadra nazaj na Dansko s preostankom vojske. Pri vrnitvi je Knut Veliki mučil talce, ki jih je njegov oče nabral med lokalnim plemstvom kot jamstvo, da ga plemstvo ne bo izdalo. Z mučenjem talcev je Knut Veliki poslal močno sporočilo vsem nezvestim.

## Na Danskem zahteva, da vlada skupaj z bratom
Starejši brat Knuta Velikega Harald II. je leta 1014 postal kralj Danske. Knut je zahteval, da vladata skupaj, kar je Harald zavrnil, a obljubil Knutu pomoč pri osvajanju Anglije, če ne bo več zahteval danske krone. Knut se je strinjal in čakal na svoj trenutek po osvojitvi Anglije.

## Osvajanje Anglije
Knut Veliki je poleti leta 1015 odšel z veliko vojsko 10.000 ljudi in 200 dolgimi ladjami nad Anglijo.  Pridružili so se mu del Norvežanov, Dancev in plačanci. Po Peterborouski kroniki, rokopis, ki je eden glavnih prič v anglosaški kroniki, je v začetku septembra 1015 »[Cnut] prišel v Sandwich in takoj odplul okoli Kenta v Wessex, dokler ni prišel do ustja Frome, hitel v Dorset, Wiltshire in Somerset«,  kjer se je boj okrepil. Wessex so hitro zavzeli. 
S svojo floto je aprila leta 1016 priplul po Temzi in začel oblegati London. Angleški kralj Ethelred II. je takrat umrl, nov kralj pa je 23. aprila 1016 postal Edmund II. Edmund II. je zapustil London, da bi zbral vojsko, ki bi osvobodila London.
Knut Veliki ga je prestregel in porazil. Edmund II. in Knut Veliki sta se dogovorila, da si bosta razdelila kraljestvo. Dogovorjeno je bilo, da območje severno od reke Temze in vsa Anglija pripadata danskemu princu, območje na jugu skupaj z Londonom pa dobi angleški kralj, po njegovi smrti pa vse dobi Knut. Edmund je umrl 30. novembra, nekaj tednov po dogovoru in tako je celotno kraljestvo ostalo v rokah Knuta Velikega. Januarja leta 1017 je bil razglašen za kralja.
Da bi preprečil napade Edvarda Spoznavalca iz Normandije in da bi se povezal z angleško kraljevsko rodbino, se je Knut julija 1017 poročil z Ethelredovo vdovo Emmo Normandijsko.

## Kralj Anglije indanegeld
Knut je vladal Angliji 19 let. Zaščitil jo je pred napadi Vikingov, obnovil blaginjo, saj je bila vedno bolj oslabljena. V 980-ih so se napadi Vikingov nadaljevali. Sredstva, ki jih je obvladoval v Angliji, so mu pomagala vzpostaviti nadzor nad večino Skandinavije. 
Leta 1018, ko je po vsej državi zbral danegeld v višini 72.000 £ in dodatno  10.500 v Londonu, je Knut izplačal svojo vojsko in večino poslal domov na Dansko. V Angliji je kot stalne sile obdržal 40 ladij in njihove posadke.
Leta 1017 je deželo razdelil na štiri upravne enote, katerih geografski obseg je temeljil na največjih in najmogočnejših posamičnih kraljestvih, ali štiri velike grofije: Wessex, Mercijo, Vzhodno Anglijo in Northumbrijo. Kot angleški kralj je kombiniral angleške in danske ustanove in osebje. Uradniki, odgovorni za te pokrajine, so se imenovali grofje oziroma ealdorman (stari človek). Da bi pridobil njihovo zaupanje, je Knut dovolil anglosaškim plemiškim družinam, da so prevzele vladanje v njegovih grofijah.
Vrnil je prejšnje zakone in jih prenovil ter ustanovil Danelaw. Uvedel je mnogo novih zakonov in oznanil. Uvedel je nov kovani denar, ki je bil enake teže kot tisti, ki so ga uporabljali na Danskem in v Skandinaviji. S tem je bistveno izboljšal angleško trgovino, katere gospodarstvo je nazadovalo zaradi obdobja nereda.

## Kralj Danske in Norveške
Svojega brata je kot kralja Danske nasledil leta 1018 (ali 1019), svojega rojaka Ulfa Jarla pa postavil za vladarja Danske v svojem imenu. Odsotnost danskega kralja sta izkoristila švedski in norveški kralj ter napadla Dansko. Ulf Jarl je pomagal Knutu, da je premagal Švede in Norvežane, a se je pozneje pokazal nezvestega. Bil je skrbnik Hardeknuta, sina Knuta Velikega. Ker je bil Knut stalno odsoten, je Ulf Jarl nagovoril Dance, da izglasujejo, da bo kralj Hardeknut, kar je pomenilo, da bo Ulf Jarl dejansko kralj.
Knut Veliki ni mogel oprostiti Ulfu Jarlu, zato ga je za božič leta 1026 menda ubil.
S pomočjo flote 50 ladij iz Anglije je Knut Veliki leta 1028 osvoji Norveško. Uradno je bil kronan v parlamentu v Trondhaimu. Njegov naslov je postal Kralj vse Anglije, Danske, Norveške in dela Švedske. Njegov poskus vladanja Norveški s pomočjo konkubine in sina se je končal z uporom in ponovno vzpostavitvijo prejšnje norveške dinastije.
Nemški kralj in cesar Konrad II. je bil v prijateljskih odnosih s Knutom Velikim. Konradov mlajši sin Henrik III. se je poročil s Knutovo hčerko, cesar Konrad II. pa je dal Knutu Schleswig in Pomeranijo v upravljanje. 
Pomeranija je bila morda Knutov fevd, ker je Boleslav Hrabri poslal svojo vojsko na pomoč Knutu pri osvajanju Anglije.

## Odnosi s cerkvijo
Težko je ugotoviti, ali je bil Knut Veliki privrženec cerkve zaradi globokih religioznih čustev ali je bilo to le sredstvo pri ustvarjanju politične moči. Knut je bil krščanski monarh, a je bila njegova vojska, ki je osvajala Anglijo, v glavnem poganska, kar pomeni, da je bil strpen do poganov.
Popravil in obnovil je vse cerkve in samostane, ki jih je njegova poganska vojska oropala. Osnoval je tudi številne nove cerkve in jim predal številne darove in relikvije.
Imeli so ga za modrega in uspešnega vladarja Anglije. Ker so zgodovino tedaj pisali v glavnem ljudje iz cerkve ali menihi, je lahko bila to popačena podoba zaradi njegovih zaslug za cerkev. Vseeno pa je Angliji prinesel dve desetletji miru in napredka.